# Violação conjugal

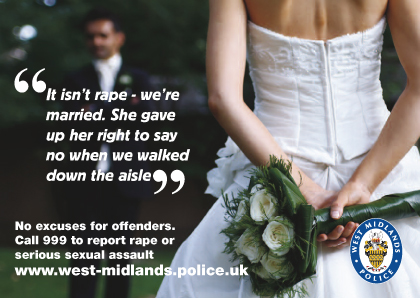
Campanha que alerta sobre a violência sexual.

Violação conjugal (português europeu) ou estupro conjugal (português brasileiro) é o ato de manter uma relação sexual com o cônjuge sem o seu consentimento. A falta de consentimento é o elemento essencial e não precisa de envolver violência física. O estupro conjugal é considerado  uma forma de violência doméstica e abuso sexual. Embora em termos históricos as relações sexuais no contexto do casamento tenham sido vistas como um direito do marido, se forem realizadas sem o consentimento do cônjuge são atualmente ,  na legislação de maior parte do mundo,  um crime, repudiado por convenções internacionais e amplamente condenado pela sociedade, que o considera uma forma de violação.